# Cộng hòa Xô viết Naissaar
Cộng hòa Xô viết Naissaar (tiếng Nga: Советская республика Найссаара), còn biết đến với tên gọi Cộng hòa của Binh lính và Công nhân xây dựng pháo đài Nargen (tiếng Nga: Советская республика матросов и строителей) là một chính quyền Xô viết trên đảo Naissaar, tồn tại trong một thời gian ngắn từ sau Cách mạng tháng Mười đến trước sự chiếm đóng của quân đội Đức.

## Lịch sử
Ngày 5 tháng 11 năm 1917, làn sóng cách lan rộng từ Estonia sang Nga. Ngày 7 tháng 11, Cách mạng Tháng Mười thành công, phái Bolshevik sử dụng vũ trang cách mạng chiếm được chính quyền và bắt đầu đưa ra các chính sách mới.
Ngày 28 tháng 11 (15 tháng 11) 1917, Maapäev chống đối chính sách của chính quyền Bolshevik và tìm cách độc lập. Vào thời điểm đó, nhà cách mạng theo chủ nghĩa vô chính phủ Stepan Petrichenko đã có mặt tại Tallinn.
Một nhóm thủy binh trong quân đội Nga, số lượng khoảng 80 đến 90 người, thành lập trên đảo một Chính quyền và đánh thuế dân địa phương. Nhà nước này đã chấm dứt sự tồn tại vào ngày 26 tháng 2 năm 1918, khi lực lượng Đế quốc Đức chiếm hòn đảo và quân Nga rút khỏi.